# Convento della Visitazione e chiesa di San Giuliano

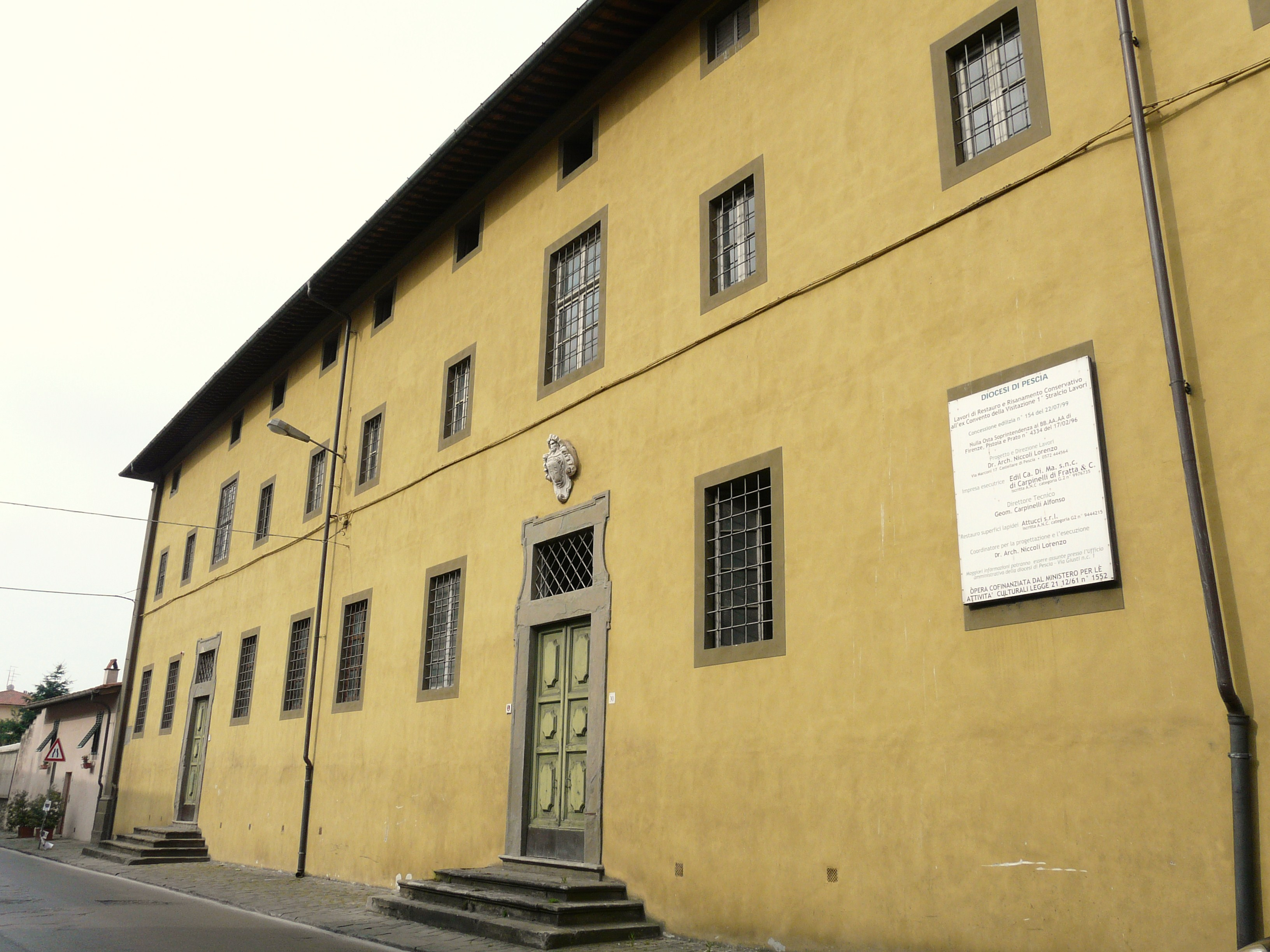
Convento della Visitazione

Il convento della Visitazione e la chiesa di San Giuliano si trovano a Pescia, in provincia di Pistoia, diocesi di Pescia.

## Storia a descrizione
La chiesa e il convento furono fondati nel 1722 su progetto di Giovanbattista Foggini.
All'interno, Martirio di San Giuliano di Giacomo Tais (XVIII secolo), Visitazione di Girolamo Donini (XVIII secolo), Cristo che mostra il cuore alle quattro parti del mondo di Giuseppe Piattoli, San Francesco di Sales in gloria di Carlo Sacconi (1728).
Lungo le pareti, serie di acqueforti raffiguranti le Quattordici stazioni della Via Crucis di Luigi Sabatelli (prima metà del XIX secolo). Nel chiostro del convento, affresco con Santa Francesca Chantal che presenta la regola dell'ordine al papa (XVIII secolo); il dipinto celebra un episodio fondamentale nella vita dell'ordine delle Visitandine che fino a pochi anni fa erano proprietarie dell'intero complesso. 
In alcuni locali del complesso è ospitato l'Archivio storico della diocesi di Pescia.